# Parameter lokacije
Parameter lokacije je v teoriji verjetnosti in statistiki vrsta numeričnega (skalar ali vektor) parametra {\displaystyle \mu \!} s pomočjo katerega določamo lokacijo ali premik posameznih krivulj iz družine verjetnostnih porazdelitev.
{\displaystyle f_{\mu }(x)=f(x-\mu ).\!}
kjer je
- {\displaystyle \mu \!} parameter lokacije

To pomeni, da pri risanju krivulje verjetnostne porazdelitve upoštevamo premik krivulje, ki ga določa parameter lokacije. Kadar je {\displaystyle \mu \!} pozitiven, se izhodišče pomakne v desno, kadar je {\displaystyle \mu \!} negativen, pa proti levi. S tem se premakne točka koordinatnega izhodišča.

## Primeri
Parameter lokacije se uporablja v številnih verjetnostnih porazdelitvah. Na primer v naslednji porazdelitvah:
- normalna porazdelitev
- logistična porazdelitev
- Cauchyjeva porazdelitev